# Trochistis
Trochistis là một chi bướm đêm thuộc họ Geometridae.